# Jennifer Wegerup
Jennifer Elisabeth Wegerup, född 29 september 1972 i Linköping, är en svensk journalist och författare. 
Hon är Sveriges Televisions korrespondent i Italien. Hon skriver även för tidningen Dagens Industri samt för nyhetsmagasinet Fokus och är Norden-korrespondent för italienska La Gazzetta dello Sport. Hon är också författare med femton utgivna böcker (2022). År 2024 kommer hennes nästa bok, om Italien, på Ekerlids förlag.

## Biografi

### Uppväxt och studier
Jennifer Wegerups föräldrar var lärare, modern från Uppsala och fadern från Sösdala. Själv föddes hon i Linköping men växte upp i Falkenberg, tillsammans med två yngre systrar. Hon är utbildad på journalisthögskolan i Sundsvall och har en fil. kand. i journalistik.

### Journalistkarriär
I nio år arbetade hon på tidningen Expressen, mellan 1994 och 2003, som nyhetsreporter, grävreporter, nattreporter, bilagereporter och som korrespondent i London. Mellan 2003 och 2017 var Wegerup krönikör och reporter på Aftonbladet/Sportbladet. Hon hann jobba som London-korrespondent för tidningen i perioder och senare i Milano och därefter med Paris som bas, med uppdrag att följa Zlatan Ibrahimović i AC Milan och i Paris Saint-Germain FC. Hon blev 2006 också Nordenkorrespondent för den italienska sporttidningen La Gazzetta dello Sport.
Wegerup var även nyhetskolumnist på Aftonbladet under perioden 2011–2016. Hon var även programledare i Aftonbladet TV och hade under tre säsonger ett eget program, TVZ. Hon satt dessutom i juryn för Guldbollen 2007–2016 och delade 2016 ut Guldbollen på Fotbollsgalan i Globen i TV4.
Jennifer Wegerup var även medlem i SVT:s sportpanel i Gomorron Sverige mellan åren 2005 och 2017. Hon har också medverkat i en rad tv-program och i Sveriges Televisions dokumentära tv-serie Den andra sporten från 2013.
I januari 2017 lämnade Wegerup Aftonbladet för ett arbete hos Moderaterna.
Under 2018 började hon åter arbeta på Expressen, som nyhetskolumnist, och var i drygt ett år även krönikör i magasinet Fokus. Hon blev i maj 2018 frilansmedarbetare för SVT i Italien. I slutet av mars 2020 fick hon den officiella titeln som SVT:s korrespondent i Italien, efter sitt arbete under corona-pandemin. i februari 2022 började hon på nytt skriva för Fokus, nu reportage och intervjuer. I juni 2022 blev Wegerup också medarbetare i Dagens Industri och skriver artiklar och reportage från Italien.

### Författarskap
Jennifer Wegerup har som författare skrivit ett antal böcker med olika kopplingar till fotboll.  Sfinxen från Torsby (2002), Damelvan (2005) och Zlatan är Zlatan (2007) på förlaget Forum är tre böcker om kända svenska fotbollsprofiler eller om damfotboll.   
Ämnet damfotboll återkom Wegerup till 2014, då hon inledde författandet av ett antal barnböcker inspirerade av kända svenska damfotbollsspelares uppväxt och karriär. Fem av böckerna har landslagsbacken Charlotte Rohlin som centralfigur, tre anfallaren Olivia Schough och två hittills (2022) målvakten Hedvig Lindahl. Hon har även givit ut boken Koll på fotboll. Barnböckerna har givits ut av förlaget Olika. Totalt har hon givit ut elva böcker där. Åtta av dessa har också givits ut i Danmark och övriga är på gång att ges ut.  
2018 publicerades Det ljuva fotbollslivet, en bok mer inriktad mot fotbollsresenären med Italien som mål, på Ekerlids förlag.

### Familj
Wegerup har två döttrar och en italiensk man och bor i Stockholm och Rom.